# クラウス・シュワブ
クラウス・マルティン・シュワブ（独: Klaus Martin Schwab、1938年3月30日 - ）は、ドイツの機械工学者、経済学者。スイス在住。世界経済フォーラム（WEF）会長。Schwabは「シュヴァープ」とも表記される。

## 経歴
ドイツのビュルテンベルク州ラーベンスブルク（Ravensburg）生まれ。スイスのベルン州ログヴィル出身の父オイゲン・ヴィルヘルム・シュワブ（Eugen Wilhelm Schwab）とチューリッヒ出身の母エリカ・エプレヒト（Erika Epprecht）との間に生まれる。クラウスはカトリック教徒として育てられる。
母エリカがゲシュタポに目をつけられたため、1944年、一家はスイスに避難。クラウスは、スイスのチューリッヒ州ホルゲン地区ヴェーデンスヴィル市アオ（Au）村のヴェーデンスヴィル地区の小学校で、1年生と2年生を過ごした。
第二次世界大戦後、一家はドイツに戻り、クラウスは1957年にアビトゥア（卒業試験）を受けるまで、ラーベンスブルクのシュポーン・ギムナジウムに通った。
1961年、スイス連邦工科大学チューリヒ校（チューリッヒ工科大学）を機械工学者として卒業し、工学博士号を授与された。またフリブール大学で経済学博士号 (サマ・カム・ロード) を取得した他、ハーバード大学のケネディ・スクールで行政学修士号を取得。クラウスは、60年代後半のハーバード大学で、ヘンリー・キッシンジャーから教えを受け、彼の考え方に最も影響を与えた3-4人の人物の中に彼を含めた。
1967年～1970年、スルザー・エッシャー・ウイス社の取締役を務める。
1971年、ヒルダと結婚。 夫婦はスイスのシャフハウゼンに住んでいる。
1972年、ジュネーヴ大学の最年少教授に就任、2003年まで経営政策の教授を務め、それ以降は同大学の名誉教授を務めている。
2004年、ダン・デイヴィッド賞受賞。
ヒルダとの間に、ニコル・シュワブ（Nicole Schwab、姉）とオリヴィエー・M・シュワブ（Olivier M. Schwab、弟）の、二人の子供をもうけ、二人の孫がいる。
2025年4月21日、クラウス・シュワブ氏は1971年に設立した世界経済フォーラムの代表を辞任したと発表された。

## 父オイゲン・ヴィルヘルム・シュワブの略歴
1899年4月27日、スイスのベルン州ログヴィルで生まれる。父はヤコブ・ヴィルヘルム・ゴットフリート・シュワブ（Jakob Wilhelm Gottfried Schwab）、母はマリー・ラッパート（Marie Lappert）。
1926年10月2日、最初の妻である、ドイツのバーデン＝ヴュルテンベルク州カールスルーエのエマ・ギゼラ・キリアン（Emma Gisela Kilian、1900年10月5日生まれ)と結婚。エマにとっては再婚。オイゲンとエマの間で、少なくとも2人の息子をもうける。
1927年10月13日、オイゲンとエマの息子、ハンス・アンツト・シュワブ（Hans Ernst Schwab）生誕。
1938年、2番目の妻である、エリカ・エプレヒトと再婚。
1938年3月30日、オイゲンとエリカの息子、クラウス・マルティン・シュワブ生誕。
1941年3月12日、クラウスの弟である、ワス・ライナ・シュワブ（Urs Reiner Schwab）生誕（2021年12月19日に80歳で死去）。
第二次世界大戦中、オイゲンは、ナチスの協力企業として、エッシャーウイスの工場を経営していた。
1960年、ブラジルのリオデジャネイロに移住。
1982年に、ドイツのヴュルテンベルク州ラーベンスブルクで82歳で死去。

## 慈善活動
1971年に、ローマクラブをモデルに、世界経済の改善のために非営利組織として「ヨーロッパ経営フォーラム」（後に「世界経済フォーラム」に改組・改称）を設立した。今日では組織の目的を経済、政治、知的活動のグローバル化の促進であるとしている。
一説には、「世界経済フォーラムは、単なるクラウス・シュワブの発案ではなく、ヨーロッパ発の運動でもなく、実際には、CIAの資金提供を受けた、ヘンリー・キッシンジャー率いる、ハーバード大学のプログラムから生まれた物であり、1960～70年代当時のアメリカ政治の公共政策の大物たち（ヘンリー・キッシンジャー、ジョン・ケネス・ガルブレイス、ハーマン・カーンら）から発せられた活動である」といわれている。
1998年には社会起業のためのシュワブ財団をジュネーヴに設立した。
2004年には新たな組織「フォーラム・オブ・ヤング・グローバル・リーダーズ（若き世界指導者のフォーラム）」を設立し、40歳以下の人材1,000人を集めて世界規模の問題に対する改善策を討議した。
世界経済フォーラムは、家族経営のように運営されており、シュワブの子供たちは高位の地位に任命され、妻のヒルデが組織の設立とダボスでの授賞式を指揮している。
2024年5月21日、クラウス・シュワブは、「世界経済フォーラム執行会長を辞任し、非執行会長としての役割に移行する」意向を発表した。

## 批判

### 高い給与水準と財務上の透明性欠如
シュワブは、過度に高い経営陣の給与水準は「もはや社会的に受け入れられない」と宣言した。それにも関わらず、彼自身が受け取っている約100万スイスフランに上る年俸は、メディアによって繰り返し疑問視されてきた。この給与水準の高さについては、スイス・ラジオテレビ放送局 SRF 番組で取り上げ、WEF に対しての継続的な寄付金と、同フォーラムが連邦税を一切支払っていないという事実の中で指摘した。さらに、元 Frankfurter Allgemeine Zeitung のジャーナリスト、Jürgen Dunsch は、収入と支出の内訳が食い違っているので、WEF の財務報告書にはあまり透明性がないと批判した。シュワブは、非営利的事業とその他の営利的事業の財務が混同されていることについても非難されている。例えば、WEFは1998年、USWeb に数百万ドルの契約を結んだ。しかし、この契約が成立した直後、シュワブはまさに当の会社の取締役に就任し、貴重な株式購入権を得た。

### 非民主的な構造と制度の取り込み
シュワブは、世界経済フォーラム 2010年の「世界の再設計」という報告書の発行者であり、グローバル化した世界は多国籍企業、（国連組織を含む）政体、および自分達で選んだ市民組織（CSOs）の自主的な同盟によって最も上手く管理されるという前提に立っている。 彼は、政府がもはや「世界舞台における圧倒的な支配者」ではなく、「新しい利害関係者が世界の統治を行うとする規範を実行する時がやって来た」と論じている。WEF の展望には、特定の専門機関が国家と民間の共同統治という形態の下で運営される「官民」の国際連合が含まれている。
Transnational Institute（TNI）によると、フォーラムはそれゆえ、これまで受け入れられてきた民主的モデルから、特定の利害関係者が自ら選んだ一団が意思決定を行うモデルへと置き換えることを計画しているという。 このシンクタンクは、ダボス会議のような集まりが政体を獲得するための「静かに進行する世界的なクーデター」へと突入しつつあると総括している。

2017年に行われたインタビューにおいて、シュワブはロシアのウラジミル・プーチン大統領が世界的な若手指導者に認定されたと述べた。カナダのジャスティン・トルドー首相についても触れ、「言っておくことがあるんだが、（アンジェラ・）メルケル夫人や、ウラジミル・プーチンなどの名前を挙げたのは、彼らがみんな世界経済フォーラムの世界的な若手指導者であったということだ。しかし、今、私たちが非常に誇りに思っているのは、トルドー首相のような若い世代の人である。私たちフォーラムは彼の内閣に十分浸透しています。だから昨日、私はトルドー首相の歓迎会に出席したら、内閣の半分、あるいは半分以上の閣僚が、実に世界的な若手指導者たちだと分かった。」と述べた。

### ダボス市庁との係争
2021年6月、シュワブは WEF 年次総会に関連して、ダボス市が「利益供与」だとか「自己満足」、「コミットメントの欠如」といった批判をしたことを厳しく批判してた。彼は、2021年と2022年にシンガポールで開催予定の COVID 関連の会議の準備を整えた結果、スイスの開催地に代わる候補地が生まれたと言及した。そのため、年次総会がダボスにとどまる可能性は40～70％になるだろうと見ている。

## 研究生活
1972年から2002年までジュネーヴ大学の経済学部教授を務めていた。数冊の著作を有している。1979年から現在まで、世界競争力レポートを公表している。
2016年には「第四次産業革命」を出版した。